# هنري إينس

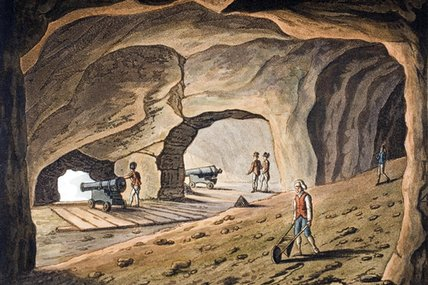

هنري إينس (1736–1808) هو رقيب أول (وملازم لاحقًا) في الجيش البريطاني، تأتي شهرته من كونه الشخص الذي وضع خطة لحفر نفق عبر الوجه الشمالي لصخرة جبل طارق في 1782، أثناء الحصار الكبير لجبل طارق . وبسبب فكرته هذه أصبح جبل طارق مع نهاية القرن الثامن عشر يحتوي نحو 4000 قدم (1200 متر) من الأنفاق التي رُكبت فيها العشرات من المدافع المطلة على المضيق الذي يربط شبه الجزيرة بإسبانيا. وقد كان واحداً من أوائل أعضاء شركة سولجر أرتيفيسر، وهي الشركة الأصل لما يعرف اليوم برويال إنجينيرز، وترقى ليصبح من كبار ضباط الصف. وكان أيضًا أحد مؤسسي الميثودية (المنهاجية) في جبل طارق من خلال نشاطه كواعظ ميثودي. قضى إينس معظم حياته في الجيش وخدم لمدة 36 عامًا في جبل طارق قبل تقاعده في ديفون قبل أربع سنوات من وفاته عن عمر يناهز 72 عامًا.

## مطلع حياته وعمله في جبل طارق
وُلد إينس في بينزانس في كورنوال في عام 1736، وعمل في البداية كصانع مسامير قبل أن ينتقل إلى التعدين. انضم إلى فوج الملكة الملكي (غرب سري) في عام 1755 وخدم في غالواي، أيرلندا. وبقي الفوج في أيرلندا حتى يونيو 1765، بعدها نُشر الفوج في جزيرة مان. من ثم أُرسل لاحقًا إلى جبل طارق في مارس 1768، حيث استطاع إينس استخدام مهاراته في التعدين هناك.

كان إينس أيضًا واعظًا نشيطًا في الميثودية، وربما قابل جون ويزلي خلال عمل الأخير في أيرلندا بين 1756 و1765. على الرغم من عدم وجود توثيق لاجتماع كهذا، إذ كُتب في مجلة ويزلي أنه كثيرًا ما كان يقدم المواعظ بين الجنود في البلدات الأيرلندية حيث كان يتمركز فوج إينس في ذلك الوقت. في 3 أبريل 1769، كتب إينس إلى ويزلي من جبل طارق بعبارات تشير إلى أن الرجلين كانا يعرفان بعضهما البعض:
في بداية مجيئنا إلى هذا المكان، وجدت أشخاصًا يقومون بممارسات شائنة، لم أشاهد شيئًا كهذا من قبل. ومع ذلك وجدتُ أنا واثنان أو ثلاثة أخرون مكانًا لنجتمع فيه، وسرعان ما انضم إلينا بعض من الإسكتلنديين الملكيين: لكن هذا استمر لفترة قصيرة فقط؛ والسبب هو أنهم لن يسمحوا بغناء ترانيمك، ولا قراءة أعمالك. بناءً على ذلك كنت مضطرًا للتصريح، أنه طالما يمكنني استخدام أي من كتاباتك، فسوف أستخدمها؛ لأنني وجدتها متوافقة مع كلام الرب. ولأن الرب أعطاني الإذن لأتكلم، لم أهتم بمن يسمع، لذا ليتمجد اسمه. شعر الكثيرون بالإهانة بسبب هذا، فانفصلوا عنا. ومع ذلك، في غضون شهرين أصبح عددنا 37، حتى حدث القليل من التضييق، ثم انخفض العدد إلى نحو 18. ولكن ليتبارك الرب! إنه يُحيّ عمله مرة أخرى. أصبحنا الآن 32 شخصًا، 15 منا يستطيعون أن يسعدوا بالحب الغفور للرب، ومعظم من تبقى لازالوا يسعون خلفه. يأتي عدد من الضباط للاستماع، والرب يعطي النعمة في بصيرة جميع الناس. هناك رجل نبيل من البلدة انضم إلينا مؤخرًا، وهو يمثل مساعدة كبيرة جدًا لنا. بالنسبة لي، فإن الرب أكرم من أي وقت مضى، مع أنني أقل من أبنائه الأخرين، يدهشني أنه يعمل من خلالي! لأجد من يؤمنون حتى الموت! وأنه قد يواصل العمل في مكان قاحل كهذا! هكذا يُصلي صديقك الذي لا يستحق، هنري إينس.
تشير تعليقات إينس إلى أن الميثوديين في جبل طارق تعرضوا في البداية لسوء المعاملة على يد أفراد من طوائف أخرى. وما يؤكد ذلك هو إصداء حاكم جبل طارق الفريق إدوارد كورنواليس لقرار مفاده: «لا يجوز لأي شخص مهما كان الإساءة إليهم أو الدخول إلى اجتماعاتهم والتصرف بطريقة غير لائقة هناك».
وفقًا للمتعارف عليه بين الميثوديين في جبل طارق، فقد كان أول مكان لاجتماعات الميثودية في المستعمرة هو منزل إينس القديم على طريق الأمير إدوارد، لكن ليس هناك من دليل يدعم ذلك، إذ تُظهر مراسلات إينس وويزلي أنه استأجر غرفة ليجتمع فيها الميثوديون بدلًا من استخدام منزله الخاص. أما الموقع الموجود على طريق الأمير إدوارد حيث بُنيت أول كنيسة ميثودية كان مؤجرًا لرجل أخر خلال حياة إينس 

## الخدمة مع شركة سولجر أرتيفيسر

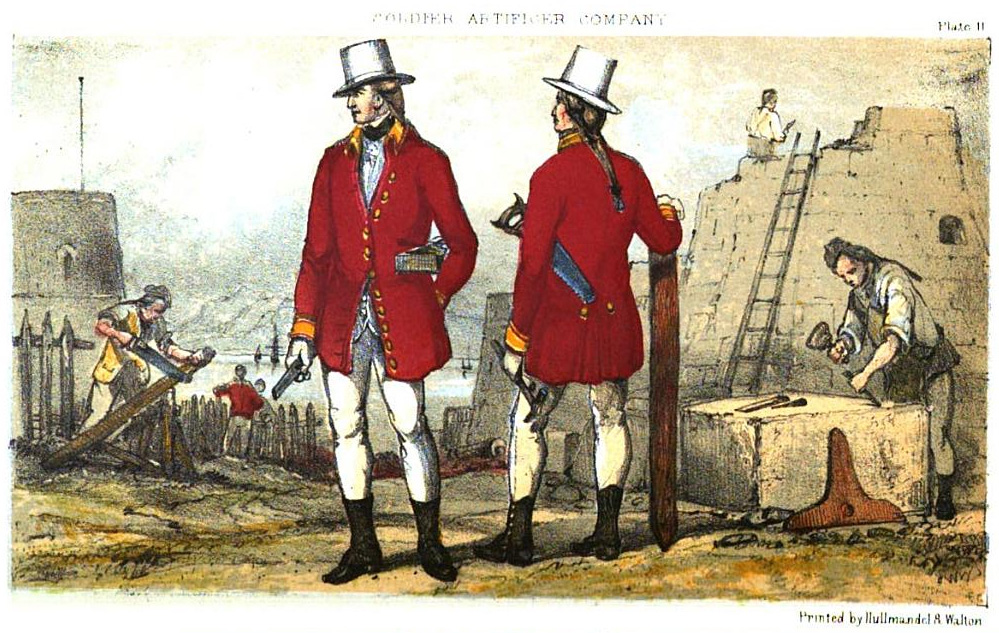
أعضاء من شركة سولجر أرتيفيسر بزي العمل الرسمي

في 26 يونيو 1772، انضم إينس إلى أول وحدة من الجيش من الصناع والعمال العسكريين، شركة سولجر أرتيفيسر، ورُقّي إلى رقيب في نفس اليوم. أسس هذه الشركة المقدم ويليام غرين ليدعم برنامجه للتحسينات على تحصينات جبل طارق. وقد أرسل إلى الحصن في عام 1761 بصفة كبير مهندسين وفي عام 1769 قدم خطط تحسين نالت الموافقة في النهاية. نُفذت الأعمال في البداية من قبل مدنيين جُندوا من إنجلترا وأماكن أخرى في أوروبا، ولكن ثبت أن هذه الطريقة بطيئة ومكلفة وغير مرضية. لحل هذه المشكلات، أعطي غرين الصلاحية لإنشاء شركة قوامها 68 رجلًا تتألف من ضابط رقيب واحد وثلاثة عرفاء وثلاثة رقباء وطبّال واحد و60 شخصًا يعملون في أشغال متنوعة كقطع الحجارة، والبناء، والتعدين، وحرق الليمون، والنجارة، والبستنة، وصناعة العجلات.
كان إينس أحد اثنين من العرفاء الأوائل الذين جُندوا في الشركة في 30 يونيو 1772. بعد سبع سنوات بدأ الحصار العظيم مع فرض الجيش الفرنسي والإسباني حصارًا على جبل طارق، وقد أصبح هذا أطول حصارًا لحامية بريطانية على الإطلاق. عمل أعضاء الشركة مكثف على التحصينات لإصلاح الأضرار الناجمة عن قصف العدو وتعزيز دفاعات جبل طارق. كما شاركوا في طلعة عسكرية ناجحة للغاية ضد الخطوط الإسبانية في 27 نوفمبر 1781، ومن غير المعروف ما إذا كان إينس نفسه قد شارك في ذلك. وأدى عملهم هذا إلى امتداحهم في الرسائل التي أرسلها الحاكم الجديد الجنرال جورج إليوت.
على الرغم من النيران البريطانية المضادة، تمكن الإسبان من التقدم ببطء على طول المضيق الذي يربط جبل طارق بإسبانيا عن طريق مد خنادقهم نحو الخطوط البريطانية. وكلما اقتربوا أكثر كان يصعب على البريطانيين توجيه مدافعهم إلى الخطوط الإسبانية. حد المنحدر شبه العمودي للوجه الشمالي لصخرة جبل طارق إلى حد كبير من المساحة التي يمكن نشر المدافع البريطانية فيها. بحلول شهر مايو من عام 1782، تمكن الإسبان من تدمير العديد من المدفعيات البريطانية على الجبهة الشمالية دون أن يتمكن البريطانيون من رد النار بشكل مناسب.
عرض الجنرال إليوت مكافأة قدرها 1000 دولار إسباني لـ «أي شخص يمكنه أن يقترح كيف أحصل على نيران أهاجم فيها العدو». رداً على ذلك اقترح هنري إينس - الذي رُقي إلى رتبة رقيب في سبتمبر عام 1781- أن يُحفر دهليز عبر الصخرة. يبدأ من موقع فوق مدفعية فارندن وصولًا إلى بروز يسمى الشق، بحيث يمكن تركيب مدفع هناك لتغطية الجبهة الشمالية بأكملها. نال اقتراحه الموافقة مباشرةً، وأصدر العقيد غرين أمرًا في 22 مايو 1782: «يبدأ على الفور تنفيذ دهليز بارتفاع 6 أقدام، وعرض 6 أقدام، خلال الصخور، يؤدي إلى الشق، ليكون تحت المدفعية الملكية تقريبًا، لوضعها ضمن الشق المذكور، وينفذ العمل من قبل 12 من العمال، تحت التوجيه التنفيذي للرقيب الأول إينس».